# دهه ۸۹۰ (میلادی)
دهه ۸۹۰ (میلادی) دهه هشتاد و نهم تقویم میلادی است.

## درگذشتگان
‎